# Urszula Zielińska
Urszula Sara Zielińska (ur. 3 października 1977 w Warszawie) – polska działaczka społeczna i polityczna, posłanka na Sejm IX i X kadencji, od 2022 współprzewodnicząca partii Zieloni (w ramach parytetu wraz z Przemysławem Słowikiem), od 2023 sekretarz stanu w Ministerstwie Klimatu i Środowiska.

## Życiorys
Ukończyła zarządzanie i marketing w Akademii im. Leona Koźmińskiego w Warszawie (tytuł zawodowy magistra uzyskała w 2003). Mieszkała i pracowała m.in. w Niemczech i Wielkiej Brytanii. Została kierowniczką ds. marketingu w jednej z firm. Deklaruje biegłą znajomość języka angielskiego i niemieckiego. Uczestniczyła w protestach przeciwko wycince Puszczy Białowieskiej, angażowała się w projekt Ratujmy Kobiety. Brała udział w protestach w obronie niezależności i niezawisłości sądów. Zasiadła w zarządzie krajowym Partii Zieloni i zarządzie koła Warszawa Centrum. Jest autorką programu pt. Polska bez smogu, postulowanego przez to ugrupowanie.
Bezskutecznie kandydowała w wyborach do Parlamentu Europejskiego w 2019, uzyskując 7783 głosy. W wyborach parlamentarnych w 2019 uzyskała mandat posłanki na Sejm IX kadencji z listy Koalicji Obywatelskiej z ramienia Partii Zieloni (otrzymała 7536 głosów w okręgu wyborczym nr 19).
15 stycznia 2022 została wybrana na przewodniczącą Partii Zieloni (w ramach parytetu wraz z Przemysławem Słowikiem); w listopadzie tego samego roku funkcja przewodniczącej została zmieniona na funkcję współprzewodniczącej, a pełną nazwę partii zmieniono z „Partia Zieloni” na „Zieloni”. W wyborach w 2023 z powodzeniem ubiegała się o poselską reelekcję (zdobywając 16 470 głosów). W grudniu tego samego roku została powołana na stanowisko sekretarza stanu w Ministerstwie Klimatu i Środowiska.

## Wyniki w wyborach ogólnopolskich
| Wybory | Komitet wyborczy | Komitet wyborczy     | Organ                            | Okręg | Wynik        |
| ------ | ---------------- | -------------------- | -------------------------------- | ----- | ------------ |
| 2019   |                  | Koalicja Europejska  | Parlament Europejski IX kadencji | nr 4  | 7783 (0,56%) |
| 2019   |                  | Koalicja Obywatelska | Sejm IX kadencji                 | nr 19 | 7536 (0,55%) |
| 2023   | Sejm X kadencji  | Koalicja Obywatelska | 16 470 (0,96%)                   | nr 19 |              |